# كيلي نوكس
كيلي نوكس (بالإنجليزية: Kelly Knox)‏ هي عارضة بريطانية، ولدت في 1984 في إنجلترا في المملكة المتحدة.

## وصلات خارجية
- كيلي نوكس على موقع IMDb (الإنجليزية)